# Четыре беседы
Четыре беседы (Чахар-макале, перс. چهار مقاله‎) или Собрание редкостей (Маджма ан-навадир, مجمع‌ النوادر) — прозаический труд Низами Арузи Самарканди (XI—XII века) на персидском языке.

## История создания
«Собрание редкостей», которое затем стало известно как «Четыре беседы», состоит из четырёх рассуждений («бесед») о четырёх различных предметах. Низами Арузи написал его в период между 550—552 годами хиджры (1155—1157 годы). Автор посвятил его принцу Абу-ль-Хасану Хусам ад-Дину Али из династии правителей Гура (Шансабаниды). К моменту написания «Четырёх бесед» Низами Арузи был на службе у этой династии на протяжении 45 лет.

## Оценка
Из текста произведения становится ясно, что автор мастерски владел прозой на персидском языке, обладал глубоким познанием о философских концепциях, был сведущ в астрономии и медицине, а также проявлял учёный интерес к биографиям авторов и библиографии. Ценность «Четырёх бесед» в том, что в ней содержатся сведения об исторических событиях и эпизодах из жизни известных учёных и литераторов. Так, историк Ибн Исфандийар позаимствовал из труда Низами Арузи сообщение о Махмуде Газневи и Фирдоуси и включил в свою «Историю Табаристана». Такие поздние авторы, как Хамдаллах Казвини, Доулатшах Самарканди, Гаффари Казвини и др. также опирались на сведения из «Четырёх бесед». Именно труд Низами Арузи стал источником самых ранних биографических сведений о Рудаки, Унсури, Фаррохи Систани, Амире Муиззи, Фирдоуси, Азраки, Рашиди Тебризи, Масуде Саде Салмане и Омаре Хайяме. Его рассказ о встрече с Омаром Хайямом является единственным воспоминанием современника об этом поэте.
«Четыре беседы» являются одними из немногих образцов художественной прозы на персидском языке, которые были написаны до монгольского нашествия. Стройность композиции, динамичность языка и изящный стиль сделали «Четыре беседы» непревзойдённым образцом персидской прозаической литературы. По словам Мохаммада Казвини, равными ему могут быть только «Тарих-и Масуд» Байхаки, «Тазкират-уль-аулия» Аттара, «Гулистан» Саади, «Тарих-и гузиде» Хамдаллаха Казвини и «Муншаат» Каим Макама.

## Издания и переводы
Благодаря своей популярности труд Низами Арузи был множество раз издан в Иране и др. странах. Первое критическое издание текста было подготовлено Мохаммадом Казвини и издано с его предисловием и примечаниями в Каире в 1327 году хиджры (1909/1910 год). Издание М. Казвини было пересмотрено Мухаммадом Муином (при участии других исследователей) и опубликовано с дополнительными комментариями, примечаниями, глоссарием и алфавитным указателем в Тегеране в 1957 году.
«Четыре беседы» были переведены на язык урду (Мавлави Ахмад Хасан Сахиб Сивани с персидским текстом и глоссарием в Дели, дата неизвестна), арабский (араб. المقالات الأربع‎, Абд аль-Ваххаб Аззам и Яхья Кашшаб в 1949 году в Каире), английский (Э. Г. Браун в «Журнале Королевского азиатского общества» в июле—октябре 1899 года и отдельным изданием в 1899 году в Хартфорде), французский (фр. Les quatre discours, Изабель де Гастин на основе текста М. Муина в 1968 году в Париже), русский («Собрание редкостей, или Четыре беседы», С. И. Баевский и З. Н. Ворожейкина с предисловием и глоссарием в 1963 году в Москве). Э. Г. Браун позднее пересмотрел свой перевод и издал его в 1919 году вместе с сокращённым переводом примечаний М. Казвини (переиздано в 1921 году в Лондоне под заголовком Revised translation of the Chahár Maqála (Four Discourses) of Niẓámí-i ʿArúḍí of Samarqand, followed by an abridged translation of Mírzá Muḥammad’s Notes to the Persian text). Абдюльбаки Гёльпынарлы перевёл четвёртую «беседу» о медицине и врачах на турецкий язык (тур. Tib ilmi ve meşhur hekimlerin mahareti) и издал вместе с кратким изложением Сюхейля Энвера на французском языке в 1936 году в Стамбуле. Глава об искусстве врачевания также была отдельно издана на русском языке в антологии «Восточная новелла» (сост. З. Н. Ворожейкина и О. Л. Фишман) в 1963 году в Москве.
В 2024 г. вышел новый русский перевод этого текста с обстоятельным исследовательским введением, в котором проведён текстологический и литературоведческий анализ отдельных рассказов ЧМ. Этот анализ доказывает, что они являются художественно-историческим вымыслом автора с придуманным сюжетом, содержащим повторяющиеся структурные элементы. По ним видно, что для своих научно-теоретических тезисов Низами ‘Арузи стремился использовать занимательную иллюстративно-доказательную базу, отнюдь не претендуя на её историческую достоверность. 